# Haier T20 Cup 2014/15
Der Haier T20 Cup 2014/15 war die zwölfte Saison der pakistanischen Twenty20-Meisterschaft. Er wurde im National Stadium in Karatschi zwischen dem 17. und 28. September 2014 ausgetragen. Im Finale konnten sich die Peshawar Panthers gegen die Lahore Lions mit 7 Wickets durchsetzen.

## Stadion
| Stadion          | Stadt     | Kapazität |
| ---------------- | --------- | --------- |
| National Stadium | Karatschi | 34.228    |

## Format
Die 18 teilnehmenden Mannschaften wurden in vier Vorrundengruppen aufgeteilt, in denen jeder gegen jeden spielte. Für einen Sieg gibt es zwei Punkte, für ein No Result einen Punkt. Die vier Gruppenersten qualifizierten sich für das Halbfinale wo dann im Play-off-System der Sieger des Turniers ausgespielt wurde. Die besten acht Mannschaften qualifizierten sich für den Haier Super 8 Twenty20 Cup 2015.

## Vorrunde

### Gruppe A
Tabelle
| Teams             | Sp. | S | N | NR | P | RR     |
| ----------------- | --- | - | - | -- | - | ------ |
| Sialkot Stallions | 4   | 4 | 0 | 0  | 8 | +1.347 |
| Karachi Dolphins  | 4   | 3 | 1 | 0  | 6 | +1.206 |
| Hyderabad Hawks   | 4   | 2 | 2 | 0  | 4 | −0.291 |
| Quetta Bears      | 4   | 1 | 3 | 0  | 2 | −1.612 |
| Larkana Bulls     | 4   | 0 | 4 | 0  | 0 | −0.535 |

### Gruppe B
Tabelle
| Teams           | Sp. | S | N | NR | P | RR     |
| --------------- | --- | - | - | -- | - | ------ |
| Multan Tigers   | 3   | 2 | 1 | 0  | 4 | +0.733 |
| Rawalpindi Rams | 3   | 2 | 1 | 0  | 4 | −0.205 |
| Karachi Zebras  | 3   | 1 | 2 | 0  | 2 | +0.171 |
| FATA Cheetas    | 3   | 1 | 2 | 0  | 2 | +0.666 |

### Gruppe C
Tabelle
| Teams              | Sp. | S | N | NR | P | RR     |
| ------------------ | --- | - | - | -- | - | ------ |
| Peshawar Panthers  | 4   | 4 | 0 | 0  | 8 | +1.412 |
| Islamabad Leopards | 3   | 2 | 1 | 0  | 4 | +0.887 |
| Faisalabad Wolves  | 3   | 2 | 1 | 0  | 4 | +0.694 |
| Lahore Eagles      | 4   | 1 | 3 | 0  | 2 | +0.032 |

### Gruppe D
Tabelle
| Teams                    | Sp. | S | N | NR | P | RR     |
| ------------------------ | --- | - | - | -- | - | ------ |
| Lahore Lions             | 3   | 2 | 1 | 0  | 4 | +2.138 |
| Abbottabad Falcons       | 3   | 2 | 1 | 0  | 4 | +1.610 |
| Bahawalpur Stags         | 3   | 1 | 2 | 0  | 2 | −0.595 |
| Dera Murad Jamali Ibexes | 3   | 1 | 2 | 0  | 2 | −3.051 |

## Halbfinale
| 27. September Scorecard | Karatschi | Peshawar Panthers 156-7 (20)         | – | Sialkot Stallions 150-7 (20) |
|                         |           | Peshawar Panthers gewinnt mit 6 Runs |   |                              |

| 27. September Scorecard | Karatschi | Lahore Lions 179-7 (20)         | – | Multan Tigers 170 (20) |
|                         |           | Lahore Lions gewinnt mit 9 Runs |   |                        |

## Finale
| 27. September Scorecard | Karatschi | Lahore Lions 133-9 (20)                 | – | Peshawar Panthers 134-3 (19.2) |
|                         |           | Peshawar Panthers gewinnt mit 7 Wickets |   |                                |